# 動物チーム
動物チーム（どうぶつチーム）は、吉本興業（大阪本社）所属のお笑いコンビ。2024年3月6日に元・てんしとあくまのかんざきと、元・ジュリエッタの貫太郎が結成。

## メンバー
かんざき（1981年9月29日 - ）（43歳）
ネタ作り担当。
NSC大阪校24期出身。
大阪府出身。身長165 cm、体重55 ㎏、血液型はO型。
本名は、喜久元 景太（きくもと けいた）。

貫太郎（かんたろう、1986年2月24日 - ）（39歳）
NSC大阪校27期出身。
大阪府堺市出身。身長178 cm、体重64 kg。血液型はO型。
本名は、井尻 貫太郎（いじり かんたろう）。

## エピソード

### コンビ
- 2024年3月5日のライブ「かんざき貫太郎（動物チーム）による催し『ズーゾン』~金属バットと共に~」にて正式にコンビ結成を発表[1]。
- 動物チームを結成する前には、2023年9月18日から『アイ♡ロック（アイラブロック）』というユニットコンビを組んでおり、M-1グランプリ2023では2回戦まで進出した[3]。
- ボケ・ツッコミの担当は特に固定されておらず、ネタによって変わる。
- 現在は漫才を中心に演じており、7月5日の単独ライブ「動物チームによる催し『ズーゾン2』～もちろん金属バットも～」にてライブのトリを飾るネタとして一度だけコントをやったことがある。
- コンビ名の動物チームは、かんざきが「意味を込めない・自分たちの名前を組み込まない・エゴサしやすい・人に決めてもらわない・一回で聞き取れる・カッコ良過ぎない・適当感がない・まがまがしくない・・・」などの条件の中をかいくぐって出した名前である[4]。貫太郎も「このキャリアになると意味のあるコンビ名が恥ずかしくなってくる」としていて、お互いが魚好きなことからブリやハマチなどを指す「イエローテール」を提案したところ、顔が真っ赤になった[5]。
- 二人ともにYouTubeチャンネル「大阪めし録ほぼノーカットでお送りする芸人ロングインタビュー[6]」に出演しており、コンビでメンバー別にインタビューをされたのは、カベポスター、ロングコートダディに続いて3組目であった。
- コンビ結成以前から仲が良く、前コンビ時代からお互いのSNSにはしばしば飲みにいった際の写真が投稿されていたり、よしもと漫才劇場の楽屋にて撮影された動画が投稿されていたりしていた。
- かんざきは改名した貫太郎のことをずっと「イジリ」呼びしており、結成してからも依然変わっていない。
- 両者ともに愛飲家であり、コンビ二でお酒を買って公園で飲むこともある。中でもタカラ焼酎ハイボール缶は、缶表面の加工により酔っていてもグリップしやすいためお気に入り。

### かんざき
- 以前は本名、生年月日、出身地、性別など全て非公開であったが、現在では公式プロフィールに生年月日[2]、M-1グランプリ「五次元のシャボン玉」のプロフィール[7]に本名、生年月日、出身地が記載されている。五次元のシャボン玉については後述。
- 本コンビ結成の前は、ピン芸人として『アルビノ』という名前で活動、その後2008年4月にコンビ『天使と悪魔』（のちに『てんしとあくま』に表記改名）を結成。2020年5月15日の相方・川口敦典の逝去[8]に伴い、事実上のコンビ活動休止となった。以降は個人芸名を『てんしとあくま かんざき』、または『フィシ』『サンダルフォン』（源氏名として特定ライブでのみ使用）としていたが、動物チームの結成の際個人芸名『かんざき』に改名、てんしとあくまの正式な解散を発表している[1]。
- 2020年7月、爆ノ介（ザ・プラン9）とユニットコンビ『五次元のシャボン玉』を結成。M-1グランプリに出場（2020-2022）した他、歌ネタ王決定戦2020では決勝にも進出し、第8位という好成績を残した。また、決勝ネタ「アンコール」は楽曲化され、リリースもされている[9]。
- 五次元のシャボン玉として2021年にライブ「NORA」を立ち上げている。現レギュラーメンバーからはTHE SECOND優勝のガクテンソクや、決勝進出した金属バット・ラフ次元、THE W優勝のにぼしいわしなど賞レースでも活躍した実力派芸人が出演している。
- 吉本公式プロフィール上はNCS大阪校24期生だが、2001年のNSC入学以前にオーディションを受けたことがあるため、厳密には22期生扱いである。
- NSC大阪校24期生はほとんど引退もしくは上京をしており、現在も大阪で活動する芸人は数が少ない。かんざきは同期のしのはらりゅっく(ガンガンファンキービート)のことを「稀少な同期」と称している。また、しのはらりゅっくもNSC大阪校24期のことを「軒並み少ない」、かんざきのことを「珍しい」「唯一の同期」と称していた[10]。
- 作曲が得意で、自身のInstagramやX（旧Twitter）には稀に自作の曲が投稿される。また、ネタ中に自作の曲を入れることも多い。
- けん玉も得意で、よしもと漫才劇場の週末の寄席では「けん玉芸人」としてオープニングアクトに出演している。
- 趣味は釣りで、度々SNSには釣った魚の写真を投稿しており、芸人仲間と朝釣りや釣り旅行などにも行っている。
- 2025年2月2日投稿の「大阪めし録ほぼノーカットでお送りする芸人ロングインタビュー」出演[11]。

### 貫太郎
- 以前は本名と同一の芸名で活動していたが、2023年6月24日より貫太郎に改名している。理由は「調べてみたところ、字画が良かったから」「井尻を払拭したい」「(いじる・いじられるというワードに一瞬よぎるから)井尻で得したことがない」としている。
- 本コンビ結成以前は『連中』（2005年結成2008年解散、相方・片岡衛）、『ガトリングガン』（2007年7月結成2010年7月21日解散、相方・サタケイチロウ）、『ジュリエッタ』（2013年7月1日結成2023年4月28日解散発表[12]、相方・藤本聖）のコンビを組んでいた。
- ジュリエッタ解散後のピン芸人として活動していた時期から資格を多数取得し始めており、ファイナンシャルプランナーやシニアライフコンサルタントなどの資格を持っている。
- キャンプが趣味で、町田星児（ヘッドライト）・しげみうどん（らいおんうどん）の3人で度々「町田キャンプ」をしている。
- サウナが好きで、きたしろ（センリーズ）と「せんとうくん」という、2人の行った銭湯にまつわる話によるトークライブも開催されている。
- 本人曰く「シュッとした状態で漫才をする」ためにパーソナルジムで筋トレをしている。自身のInstagramに度々トレーニングの様子を投稿しているが、その甲斐あってか2024年5月5日の「劇団前野の500円ミュージカル『美女っぽい人と野獣』」で、川西賢志郎に「身体仕上がってるな」とコメントされていた。
- 吉本の「ブカツ!」プロジェクトでは、よしもとボードゲーム部、マラソン部、ボルダリング部に所属している。以前、「チェアリング部」を新設しようと同期のたけだバーベキューと共に吉本へ申請したところ、却下された[13]。
- MCに定評があり、日本橋ポルックスシアターにて開催されるYCA企画ライブに多数出演している。また、吉本興業高等学院の説明会でもMCを任されている。
- 2024年5月8日投稿(収録は2024月4月30日)のRadiotalk「ラングレンのFlowerと海」にゲスト出演[14]した。また、同日にYouTubeチャンネル「ラングレンちゃんねる」にて動画版が投稿されている[5]。
- 元ラングレンのあべとは健康診断のバイト先が同じで仲が良く、よく一緒に銭湯やサウナに行っている。
- 現在は芸人を引退している同期のうどんが出演する「何の役にも立たないCH[15]」の2024年7月27日[16]・31日[17]・8月24日[18]投稿「作戦会議 番外編」に、同期の田邊(タナからイケダ)とゲスト出演した。
- 2025年5月25日投稿の「大阪めし録ほぼノーカットでお送りする芸人ロングインタビュー」出演[19]

## 出囃子
アニマル/ウルフルズ

## 賞レース戦歴
- 堂山お笑いダイアゴナル2024　決勝進出[20]
- M-1グランプリ2023　2回戦進出（ユニット・アイ♡ロックとして出場）[3]
- M-1グランプリ2024　3回戦進出[21]
- 堂山お笑いダイアゴナル2025　決勝進出[22]

## 単独ライブ
- 2024年3月5日「かんざき貫太郎（動物チーム）による催し『ズーゾン』～金属バットと共に～」
- 2024年7月5日「動物チームによる催し『ズーゾン２』～もちろん金属バットも～」

## 出演ライブ

### コンビ出演

#### 2024年
- 3月5日「かんざき貫太郎（動物チーム）による催し『ズーゾン』～金属バットと共に～」
- 3月6日「居酒屋貫太郎～ご予約てんしとあくま かんざき様一名～」
- 3月20日「NORA」
- 3月21日「堂山ダイアゴナル 2024 予選⑨」
- 4月7日「堂山ダイアゴナル 2024 決勝」
- 4月22日「デルマパンゲのよしもと動物チームライブ」
- 4月24日「NORA」
- 4月27日「奇才寄席」
- 5月5日「劇団前野の500円ミュージカル『美女っぽい人と野獣』」
- 5月29日「NORA」
- 6月16日「どないしてるん？」
- 6月30日「NORA大宮漂流記～NORA×タモンズ×ジェラードン×井上大活躍」

1. 「NORAネタラッシュ」
2. 「NORAコーナー～大宮で高見が回すの巻～」
3. 「大宮メンバーとトークしてからNORAメンバーをガッツリ占ってもらうライブ」

- 6月23日「一周まわってフレッシュライブ！」
- 7月5日「動物チームによる催し『ズーゾン２』～もちろん金属バットも～」
- 8月17日「どないしてるん？」
- 8月18日「一周まわってフレッシュライブ！」
- 8月29日「NORA大阪SP」
- 9月5日「M-1グランプリ 2024 1回戦」
- 9月10日「プププ暦」
- 9月20日「NORA」
- 10月13日「どないしてるん？」
- 10月11日「M-1グランプリ 2024 2回戦」
- 10月29日「M-1グランプリ 2024 3回戦」
- 11月10日「一周まわってフレッシュライブ！」
- 11月20日「We areフェニックス！！～劇場返り咲き～」
- 11月25日「NORA」
- 11月27日「プププ暦」
- 12月1日「UP TO YOU！」
- 12月8日「NORA大宮漂流記」

1. 「NORA寄席～通常ネタの巻～」
2. 「NORA寄席～滅多に見れないネタの巻～」
3. 「NORAコーナー～大宮で回す高見に大宮の水を飲ますの巻～」
4. 「NORAコーナー～梅村が高見を休ませながら大宮で回すの巻～」
5. 「NORAメンバーをガッツリ占ってもらうライブ」

- 12月9日「NORA東京SP～先輩方、中野に来てください～」
- 12月10日「劇団前野の500円ミュージカル『美女っぽい人と野獣～Re:make～』」
- 12月15日「どないしてるん？」

#### 2025年
- 1月5日「UP TO YOU！サバイバルステージ」
- 1月19日「一周まわってフレッシュライブ！」
- 2月4日「UP TO YOU！」
- 2月3日「NORA」
- 2月16日「どないしてるん？」
- 3月1日「UP TO YOU！サバイバルステージ」
- 3月13日「堂山ダイアゴナル 予選⑧」
- 3月16日「一周まわってフレッシュライブ！」
- 3月30日「どないしてるん？」
- 3月31日「NORA」
- 4月2日「UP TO YOU！」
- 4月4日「堂山お笑いダイアゴナル2025決勝」
- 4月17日「NORA」
- 5月5日「どないしてるん？」
- 5月26日「NORA名古屋SP～大須集合大須解散の巻～」

1. 「NORA寄席」
2. 「NORAコーナー～いつもより20分増量SP～」

- 6月29日「一周まわってフレッシュライブ！」
- 6月30日「NORA」
- 7月7日「NORA」
- 7月13日「ホッジポッジネタライブ」
- 8月2日「WAKUライブ」「NORA大阪SP」

### かんざき　ソロ出演

#### 2024年
- 3月13日「ヒーゴー音楽対決～FINAL～」
- 3月17日「超よしもとお笑いライブ」①②③
- 4月13日「超よしもとお笑いライブ」①②③④
- 4月29日「超よしもとお笑いライブ」①②③
- 5月3日「超よしもとお笑いライブ」①②③
- 5月12日「超よしもとお笑いライブ」①②③
- 6月1日「超よしもとお笑いライブ」①②③
- 7月15日「超よしもとお笑いライブ」①②③
- 9月14日「超よしもとお笑いライブ」①②③
- 11月16日「超よしもとお笑いライブ」①②③
- 12月27日「超よしもとお笑いライブ」①②③

#### 2025年
- 2月22日「超よしもとお笑いライブ」①②③
- 2月27日「チュウニズム第七幕Re:birth～永久（エターナル）る、大人達～」
- 3月8日「超よしもとお笑いライブ①②③」
- 4月5日「超よしもとお笑いライブ」①②③
- 4月20日「超よしもとお笑いライブ」①②③
- 5月10日「超よしもとお笑いライブ」①②③
- 5月22日「前野、ナポリ、爆ノ介、堂前のマジカルミステリーバスツアー」
- 5月23日「前野、ナポリ、爆ノ介、堂前のマジカルミステリーバスツアー」
- 5月31日「超よしもとお笑いライブ」①②③
- 6月15日「超よしもとお笑いライブ」①②③
- 7月13日「超よしもとお笑いライブ」①②③
- 7月16日「Hi-Go Music Battle 即興よ、ありがとう」
- 7月26日「マンゲキ夏祭り2025」

### 貫太郎　ソロ出演

#### 2024年
- 3月16日「ギャンブる1年生」
- 3月31日「よしもとボードゲームブプレゼンツ！リアルボードゲーム会」
- 4月6日「1年目振り返りライブ　LOOK BACK」「打ち上げ争奪戦ライブ」

- 4月21日「よしもとボードゲームブプレゼンツ！おうちでみんなとボードゲーム会」
- 4月29日「マンゲキ大喜利強化合宿」
- 5月19日「世界の中心で大喜利を叫ぶ」
- 5月21日「森本大百科の入ってはいけない研究室」
- 5月23日「〇〇と遊ぼう！」
- 6月5日「せんとうくん」
- 6月15日「第５回 女と男 市川町ライブ」
- 6月29日「手作り感満載ライブ～アナログな小道具の力でテクノストレスから解放されようぜ！！～」「おもぽちゃライブ～ドスッ！重すぎてゴ・メ・ン♡～」

- 7月2１日「注目度急上昇ライブ！」
- 7月27日「芸人力レベルアップ講座～芸歴1年目の若手によるネタとコーナーの60分！～」「おもぽちゃライブ～ドスッ！重すぎてゴ・メ・ン♡～」

- 8月11日「Top of ダークホース～今年のMはひと味ちがう～」
- 8月16日「せんとうくん in zoom」
- 8月18日「よしもとボードゲームブプレゼンツ！おうちでみんなとボードゲーム会」
- 8月24日「おもぽちゃライブ～ドスッ！重すぎてゴ・メ・ン♡～」「世界の中心で大喜利を叫ぶ」

- 9月12日「ＷＡＲＡＩＺＩＮ～45期ＶＳ４６期 お笑い３番勝負～」
- 9月26日「しゃべくり呑み場withミルクボーイ」
- 9月29日「よしもとボードゲームブプレゼンツ！リアルボードゲーム会」
- 10月6日「せんとうくんin zoom」
- 10月15日「世界の中心で大喜利を叫ぶ」
- 10月27日「おもぽちゃライブ～ドスッ！重すぎてゴ・メ・ン♡～」「よしもとボードゲームブプレゼンツ！おうちでみんなとボードゲーム会」
- 11月2日「ご当地ほりにし甲子園」
- 11月3日「ご当地ほりにし甲子園」
- 11月30日「おもぽちゃライブ～ドスッ！重すぎてゴ・メ・ン♡～」
- 12月17日「世界の中心で大喜利を叫ぶ」
- 12月18日「せんとうくん」
- 12月24日「よしもとボードゲームブプレゼンツ！リアルボードゲーム会」
- 12月27日「新コンさん大集合」
- 12月28日「おもかわライブ～CHU！かわいくてゴ・メ・ン♡～」「おもぽちゃライブ～ドスッ！重すぎてゴ・メ・ン♡～」

- 12月29日「よしもとボードゲームブプレゼンツ！おうちでみんなとボードゲーム会」

#### 2025年
- 1月22日「世界の中心で大喜利を叫ぶ」
- 2月7日「世界の中心で大喜利を叫ぶ」
- 2月11日「よしもとボードゲームブプレゼンツ！リアルボードゲーム会」
- 2月19日「せんとうくん in zoom」
- 2月22日「おもぽちゃライブ～ドスッ！重すぎてゴ・メ・ン～」「笑肉番付～マッスル×お笑い～」「NAMARI」

- 2月28日「よしもとSHOWROOMリアルイベント～今日は舞台でわちゃわちゃ大乱闘～」「よしもとSHOWROOMリアルイベント大反省会！」

- 3月3日「世界の中心で大喜利を叫ぶ」
- 3月8日　みかぼ高原アウトドアパークオープン記念イベント
- 3月9日　大阪インテックスキャンピングカーショー
- 3月15日「おもかわライブ～CHU！かわいくてゴ・メ・ン♡～」「おもぽちゃライブ～ドスッ！重すぎてゴ・メ・ン♡～」

- 3月23日「よしもとボードゲームブプレゼンツ！おうちでみんなとボードゲーム会」
- 4月2日「世界の中心で大喜利を叫ぶ」
- 4月5日「ホッジポッジネタライブ」「おもぽちゃライブ～ドスッ！重すぎてゴ・メ・ン♡～」

- 4月13日「おもかわライブ～CHU！かわいくてゴ・メ・ン～」「こーゆーの好きっす。」

- 4月24日「魁！SHOWROOM道2025 」
- 4月25日「せんとうくんin zoom」
- 4月29日「よしもとボードゲームブプレゼンツ！リアルボードゲーム会」
- 5月3日「47期の推し発掘ライブ」
- 5月10日「狼煙～47期ネタバトル～」「おもぽちゃライブ～ドスッ！重すぎてゴ・メ・ン♡～」

- 6月1日「公式インディーズライブ」「おもぽちゃライブ～ドスッ！重すぎてゴ・メ・ン♡～」

- 6月14日「跳‼」「群青の監獄」「この場では前に出させてください」「こーゆーの好きっす。」
- 6月19日「「魁！SHOWROOM道2025 」」
- 6月24日「せんとうくん」
- 6月28日「第一声」「ホッジポッジネタライブ」

- 6月29日「よしもとボードゲームブプレゼンツ！リアルボードゲーム会！」
- 7月13日「よしもと1年目博覧会～個性輝くパビリオン～」
- 7月15日「世界の中心で大喜利を叫ぶ」
- ７月25日「魁！SHOWROOM道     」
- 7月26日「漫才賞レース対策ライブ～強いネタと試すライブ～」「４７期発掘ライブ」

- 7月27日「Berry Better!!」
- 8月9日「ぽちゃかわライブ～ドスッ！かわいくてゴ・メ・ン～」
- 8月10日「大学お笑い競演ゼミ」

本項目では、3月5日のコンビ正式結成を発表したライブ以降に、コンビとして出演したライブのみ記載し、アイ♡ロックとしての出演は除く。
「NORA」は「NORAネタ」と「NORAコーナー」の二部制だが、本項目ではまとめて「NORA」と表記している。なお、6月30日出演「NORA大宮漂流記～NORA×タモンズ×ジェラードン×井上大活躍」では、部ごとにライブ名が別途付けられていたため番号付き箇条書きで表記している。
本項目において、賞レースへの出演は斜体表記にしている。
かんざきソロ出演の項目において、「超よしもとお笑いライブ」は原則1日3公演あり、公演ごとに丸数字で表記している。